# Kalle Holmberg

Kalle Holmberg (till höger) och Ralf Långbacka i Åbo 1972.

Kaarle Vilhelm Holmberg, känd som Kalle Holmberg, född 21 juni 1939 i S:t Michel, död 12 september 2016 i Helsingfors, var en finlandssvensk teaterregissör och skådespelare.

## Biografi
Kalle Holmberg utbildades vid Svenska Teaterskolan i Helsingfors 1962–1965 och debuterade som regissör på Ylioppilasteatteri (Studentteatern) i samma stad 1964. Hans stora genombrott som regissör var uppsättningen Lappo-operan av Arvo Salo och med musik av Kaj Chydenius på studentteatern 1966, en uppsättning som blev startskottet för den vänsterinfluerade gruppteaterrörelsen i Finland. 1965–1970 var han anställd vid Helsingin Kaupunginteatteri (Helsingfors stadsteater). 1968–1971 var han rektor för Finska teaterskolan. Åren 1971–1977 var han chefsregissör vid Turun Kaupunginteatteri (Åbo stadsteater) med Ralf Långbacka som chef. Under denna period utvecklades teatern till en av Finlands främsta. Till hans mest uppmärksammade uppsättningar under denna tid räknas hans egen dramatisering av Aleksis Kivis Seitsemän veljestä (Sju bröder). 1981–1982 var han konstnärlig ledare för KOM-teatteri och 1984–1993 chefsregissör vid Helsingin Kaupunginteatteri (Helsingfors stadsteater). Han har även regisserat opera, radioteater och TV-teater. Flera av hans uppsättningar har gästspelat i Sverige, där han bland annat regisserat Kung Lear på Stockholms stadsteater 1973 med bland andra Olof Bergström, Claire Wikholm, Håkan Serner, Tord Peterson och Ulf Brunnberg. Han har erhållit flera priser för sin teatergärning, 1984 mottog han Pro Finlandia-medaljen. 1983 vann han Prix Italia för TV-produktionen Rauta‐aika (Järntiden) som bygger på Paavo Haavikkos bearbetning av Kalevala. Han var gift med regissören och dramaturgen Ritva Holmberg.

## Regi för teater (i urval)
| År   | Produktion          | Upphovsmän                                   | Teater                 |
| ---- | ------------------- | -------------------------------------------- | ---------------------- |
| 1973 | Kung Lear King Lear | William Shakespeare Översättning Lars Huldén | Stockholms stadsteater |

### Skriftliga källor
- Holmberg, Kalle i Uppslagsverket Finland (webbupplaga, 2012). CC-BY-SA 4.0
- ”Holmberg, Kalle”. Biografiskt lexikon för Finland. Helsingfors: Svenska litteratursällskapet i Finland. 2008–2011. URN:NBN:fi:sls-4262-1416928956868
- Kalle Holmberg på Stockholms stadsteaters webbplats
- Kalle Holmberg i Gyldendals Teaterleksikon (läst 22 juli 2017).
- Kalle Holmberg i Store norske leksikon (läst 22 juli 2017).
- Kalle Holmberg är död. Hufvudstadsbladet 13.9.2016.
- Arkiv. Kulturhuset Stadsteatern (läst 25 juni 1016).